# Santa Cruz Quilehtla
Santa Cruz Quilehtla là một đô thị thuộc bang Tlaxcala, México. Năm 2005, dân số của đô thị này là 5379 người.